# مارغريتا ديتريش
مارغريتا ديتريش، ناشطة أمريكية دعت إلى حق تصويت المرأة. شغلت منصب رئيس جمعية نيبراسكا لدعم حقوق المرأة في عام 1919 ومنصب رئيس رابطة نساء نيبراسك في عام 1920. بعد إقرار التعديل التاسع عشر، تفرغت للدعوة من أجل حقوق السكان الأصليين في نيو مكسيكو. شغلت منصب رئيس جمعية شؤون الهنود الحمر في نيو مكسيكو لأكثر من عشرين عامًا وساهمت في تأسيس العديد من المنظمات التي دعمت حقوق السكان الأصليين وشغلت منصب الأمين العام لبعضها.

## حياتها الخاصة
ولدت مارغريتا ستيوارت في نوفمبر 1881 في فيلادلفيا لوالديها الدكتور ويليام شو ستيوارت وديليا ستيوارت. أخواتها هن ميبل وديليا ودوروثي ستيوارت. أرسلها والداها مع أختها إلى مدرسة خاصة في فيلادلفيا.
حصلت مارغريتا على درجة البكالوريوس في الفنون من كلية برين ماور في فيلادلفيا في عام 1903. درست جيرترود دايتريش، ابنة تشارلز هنري دايتريش، في كلية برين ماور كذلك.
أصبحت مارغريتا زوجة تشارلز هنري دايتريش، الحاكم السابق لنيبراسكا، وذلك بعد طلاقها من زوجها السابق. تزوجا في 27 أكتوبر 1909 في فيلادلفيا، بنسلفانيا في منزل والدتها، أرملة الدكتور ويليام شو ستيوارت. عاش الزوجان في هاستنغز، نيبراسكا. توفي تشارلز في 10 إبريل 1924. توفيت مارغريتا في 13 يناير 1961. يقع منزلها في سانتا في، إل زاغوان، وهو معلم مُسجل في السجل الوطني للأماكن التاريخية.

## حق الاقتراع
انتُخبت مارغريتا رئيسًا لجمعية نيبراسكا لدعم حقوق المرأة في عام 1919 وأصبحت رئيس رابطة نساء ولاية نيبراسكا في عام 1920. ذكرت في العدد الربيعي لعام 1920 من المجلة الجامعية أنها «كانت واحدة من أفراد فرق الطوارئ التي زارت كونيتيكت في مايو»، مشيرة إلى حملة غير ناجحة لإقرار التعديل التاسع عشر في تلك الولاية. عملت مارغريتا رئيسًا لجمعية نيبراسكا لدعم حقوق المرأة من عام 1918 حتى عام 1920. عملت كذلك مديرًا إقليميًا لرابطة نساء نيبراسكا والرابطة الوطنية للنساء الناخبات من عام 1920 حتى عام 1929.

## الترميم والصيانة
انتقلت مارغريتا إلى سانتا في، نيو مكسيكو في عام 1927 مع أختها دوروثي ستيوارت، الفنانة، وفي عام 1928 اشترت منزل خوان خوسيه برادا في كانيون رود، الذي تولى كيت تشابمان صيانته.
أعادت ترميم مبان تاريخية، بما في ذلك منزل رافايل بوريغو، والذي حصلت على جائزة سايروس مكورميك لتميزها في ذلك. أصبح المنزل بعد ذلك مطعم جيرونيمو. رممت كذلك الهاسيندا الطوبية ذات 24 غرفة لجيمس جونسون، تاجر في سانتا في. اشترت مارغريتا الهاسيندا في عام 1927، لتحافظ عليها من الهدم لصالح مبنى سكني. رممت مارغريتا المنزل وعملت على توسعته، بما في ذلك إضافة ثلاثة منازل صغيرة. استخدمت الأخوات ستيوارت منزل إل زاغوان معرضًا فنيًا وفندقًا ومدرسة للفتيات. تعود ملكية المنزل حاليًا إلى مؤسسة سانتا في التاريخية، التي تقدم الشقق للكتّاب والفنانين. حافظت مارغريتا على العديد من المنازل التاريخية على طريق كانيون رود في سانتا في.

## الدفاع عن حقوق الشعوب الأصلية
واصلت مارغريتا جهودها في نيو مكسيكو لصالح شعب بويبلو ونافاهو من خلال ممارسة الضغط ضد تطوير السدود والاستكشاف في القرى. عملت في منصب رئيس جمعية نيو مكسيكو لشؤون الهنود الحمر من عام 1932 حتى عام 1953 وعضوًا في صندوق تمويل الفن الهندي. جمعت أموالًا لصالح جمعية نيو مكسيكو لشؤون الهنود الحمر وطورت برامج لمساعدة السكان الأصليين في الولاية. رعت الجمعية نادي سانتا في للهنود الأمريكيين خلال الحرب العالمية الثانية. أنتجت مارغريتا نشرة إخبارية لإبلاغ الجنود عن زملائهم من جنود نيو مكسيكو وما كان يحدث في الوطن، وأرسلت حزمًا من الهدايا إلى الجنود في عيد الميلاد، وسعت عمومًا لتحسين المعنويات ودعم الجنود الأمريكيين الأصليين من نيو مكسيكو.
«بفضل دراستها الدقيقة أصبحت (مارغريتا دايتريش) ملمة بالهنود البويبلو والنافاهو واهتماماتهم ومشاكلهم. يمكن الاعتماد دائمًا على رأيها. دائمًا ما كانت متيقظة ونشيطة في تعزيز مصلحة جميع الهنود الأمريكيين، ولا سيما هنود الجنوب الغربي الذين كانت على معرفة جيدة بهم.» -لورانس ليندلي، الأمين العام لجمعية حقوق الهنود، فيلادلفيا
ساهمت في تأسيس صندوق تمويل الفن الهندي وجمعية الفن الاستعماري الإسباني. شغلت منصب أمين مختبر الأنثروبولوجيا (متحف الفنون والثقافة الهندية حاليًا) ومدرسة البحث الأمريكية (مدرسة البحث المتقدم حاليًا). جمعت 234 لوحة فنية للهنود الأمريكيين الأصليين من 104 فنانًا يمثلون 15 تقسيمًا قبليًا. عرضت مجموعتها في المتحف الوطني للفنون في واشنطن، العاصمة ومتحف الفن الحديث في مدينة نيويورك، وغيرها من المتاحف. تدور معظم مجموعتها الفنية عن هنود النافاهو والآباتشي والبويبلو في أريزونا ونيو مكسيكو. بعد وفاتها، ذهب جزء كبير من مجموعتها إلى مكتبة الولاية ومتحف نيو مكسيكو.